# 596 (prueba nuclear)
Proyecto 596 es el nombre clave de la primera prueba nuclear de la República Popular China, detonada el 16 de octubre de 1964 en el sitio de pruebas de Lop Nor. Fue un dispositivo de fisión de implosión de uranio-235 y tuvo un rendimiento de 22 kilotones. Con la prueba, China se convirtió en la quinta potencia nuclear del mundo.
El proyecto 596 fue nombrado por el mes de junio de 1959, momento en el que se inició. Inmediatamente después, Nikita Jruschov decidió dejar de ayudar a los chinos con su programa nuclear, el 20 de junio de 1959. Formaba parte del programa "Dos bombas, un satélite" de China.

## Historia
La República Popular de China comenzó a desarrollar armas nucleares a finales de 1950 con asistencia soviética sustancial. La orden para el programa de armas nucleares de China, designado con el nombre clave "02", fue dado por el mismo presidente Mao Zedong, que creía que sin un arma nuclear, China no sería tomada en serio como una potencia mundial. Los acontecimientos de la Primera Crisis del Estrecho de Taiwán de 1954-1955 cimentaron la creencia de Mao de que a menos que China tuviera armas nucleares propias, estaría bajo constante amenaza de Disuasión nuclear de los Estados Unidos.
Antes de 1960, la ayuda militar soviética directa había incluido la provisión de asesores y una gran variedad de equipos. De la asistencia prestada, lo más significativo para el futuro de la capacidad nuclear estratégica de China eran un reactor nuclear experimental, instalaciones para el procesamiento del uranio y un ciclotrón. En un momento, la Unión Soviética incluso acordó suministrar a los chinos un prototipo de arma nuclear para análisis. Este acuerdo no fue, sin embargo, puesto en práctica.
Cuando las relaciones sino-soviéticas se congelaron en la década de 1950 y comienzos de 1960, la Unión Soviética retuvo los planes y los datos para una bomba atómica, derogó el acuerdo sobre la transferencia de tecnología de defensa y, a partir de 1960, comenzó la retirada de los asesores soviéticos. A pesar de la terminación de la ayuda soviética, China se comprometió a continuar el desarrollo de armas nucleares para romper "el monopolio de las superpotencias en materia de armas nucleares", para garantizar la seguridad chinas contra las amenazas soviéticas y de Estados Unidos, y aumentar el prestigio y poder internacional de China, sobre todo con Francia, que recientemente se había convertido en una nueva fuerza nuclear, en febrero de 1960 (Gerboise Bleue).
La primera bomba atómica china, cuyo nombre en código fue 596, fue detonada el 16 de octubre de 1964 en el sitio de pruebas nucleares de Lop Nor. Se trataba de un arma nuclear de implosión, aunque utilizaba el uranio-235 exclusivamente para su núcleo (la mayoría de los países que persiguen la tecnología de implosión usan plutonio en sus núcleos, porque generalmente es más fácil de producir que el uranio-235) ya que en ese momento no había desarrollado la tecnología de producción de plutonio. La prueba tuvo un rendimiento de 22 kilotones. China se las arregló para llegar a hacer una bomba de fisión capaz de ponerla en un misil nuclear solo dos años después de su primera detonación, y detonaría su primera bomba de hidrógeno solo tres años después, en 1967.
Los organismos de inteligencia de Estados Unidos fueron sorprendidos con la guardia baja por la prueba china en 1964. A pesar de haber fotografiado la preparación previa a la prueba en Lop Nur, muchos analistas estadounidenses creían que los chinos estaban a meses si no años de tener un arma nuclear funcional, en parte porque asumieron erróneamente que la primera bomba China sería de plutonio y porque su instalación de enriquecimiento Lanzhou todavía no era operable (aunque había producido ya suficiente uranio altamente enriquecido para un número de bombas). Los analistas de Estados Unidos, además, identificaron erróneamente una instalación diseñada para producir tetrafluoruro de uranio como una instalación de producción de plutonio, por lo que sus estimaciones de producción de plutonio Chinas fueron significativamente bajas. Estos errores se volvieron a examinar en detalle solo después de que el análisis radioquímico de la nube radiactiva de la prueba china demostrara de manera concluyente que la bomba había sido un dispositivo U-235 de implosión.